# Debora Douma
Debora Douma (ur. 7 kwietnia 1987 w Maarssen) – holenderska wioślarka.

## Osiągnięcia
- Mistrzostwa Europy – Poznań 2007 – ósemka – 6. miejsce[1].